# 감악산비
감악산비(紺岳山碑)는 대한민국 경기도 파주시 적성면 객현리, 감악산 정상에 있는 비석이다. 1986년 8월 17일 파주시의 향토문화유산 제8호로 지정되었다.

## 개요
감악산(紺岳山) 정상에 우뚝 서 있는 고비(古碑)로 기단부, 비신, 개석을 갖춘 화강암석비로 높이170cm, 너비 70~79cm, 두께 15~19cm의 규모이며 허리부분은 약간 가늘다. 개석(蓋石)은 후대에 만들어 얹은 것이지만 비신 윗부분 중간이 볼록튀어나온 것으로 보아 건립 당시에도 개석이 있었던것 같다. 자연석을 직사각형으로 잘라 표면을 손질해 글자를 새겼으나 완전히 마멸되어 글자의 흔적을찾을 수 없다. 전혀 글자가 확인되지 않고 있어 '몰자비'라 부르기도 하고 '설인귀비', '빗돌대왕비' 등으로 구전되기도 한다. 또한 일부에서는 도교의 영향을 받아 원래부터 문자를 새기지 않고 세운 '무자비'(無字碑)라고도 한다. 그러나 지금까지도 이 비에대한 실체는 밝혀지지 않고 있으며 속전에 의한 기록만이 존재하고 있다.1982년 동국대학교 감악산 고비 조사단에서 2차례에 걸쳐 감악산비를 조사한 결과 비가 세워진 근처에 삼국시대의 기와조각이 출토되고 있으며 그 형태가 북한산의 진흥왕 순수비와 흡사하여 신라비로 추정하고 있다. 《삼국사기》에 따르면 감악산은 신라시대부터 국가의 소사(小祀)가 있던 명산의 하나이며, 비가 있는 곳에서 북동쪽으로 4.5km 정도 지점에 있는 칠중성(七重城)은 삼국시대 이후로 한반도의 지배권 장악을 위한 각축이 벌어지던군사적 요충지였다. 또한 적성지역이 전략적 요지로서 진흥왕의 영토확장정책에 따라 세력이 미쳤던 곳이라는 점을 들어 제5의 진흥왕 순수비의 가능성을 제기했으나 그 역시 결론을낼만한 확실한 증거는 발견되지 못했다. 앞으로도 이 비에 대한 연구는 계속되어야 할 것이다.

## 현지 안내문
이 비석은 기단부, 비신, 개석을 갖춘 화강암 석비로 높이 170cm, 너비 70~79cm의 규모이다. 이 비는 글자가 전혀 확인되지 않고 있어 '몰자비(沒字碑)'라 부르기도 하고 '설인귀비'. '빗돌대왕비' 등으로 구전되기도 한다. 그러나 지금까지도 이 비에 대한 실체는 밝혀지지 않고 있으며 속전에 의한 기록만이 존재하고 있다.